# Lodewijk de Deyster

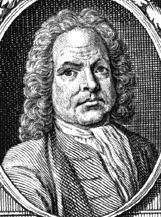
Portret van Lodewijk de Deyster in La Vie des peintres flamands, allemands et hollandois, avec des portraits .... door Jean-Baptiste Descamps

Lodewijk De Deyster (Brugge?, omstreeks 1656-1660 – aldaar, 18 december 1711) was een Vlaams kunstschilder, etser en muziekinstrumentbouwer.

## Loopbaan
De Deyster ging in de leer bij Jan Maes. Samen met schilder Antoon van den Eeckhoutte, van wie hij de zus Dorothea zou trouwen, trok hij naar Italië. Op 4 maart 1688 verwierf hij het vrijmeesterschap. Naast zijn artistieke talenten (schilder, tekenaar, etser en musicus) baatte hij, of zijn vrouw, ook een winkel in stoffen uit. 
Naast een aantal portretten van onder meer voogden van het Sint-Janshospitaal in Brugge, schilderde hij vooral religieuze taferelen. Die schilderijen waren hoogbarok van stijl, met duidelijke invloed van Italiaanse meesters (Giordano, Maratta, Barocci) en van Zuid-Nederlandse schilders (Rubens, Van Dijck, Boekhorst).
Werk van hem is voornamelijk te vinden in kerken en kloosters in Brugge, Kortrijk, Gistel en Gent en in het Louvre te Parijs.
De Deyster was ook klavecimbel-, viool- en orgelbouwer. In 1707 had hij de opdracht het Jacob van Eyndeorgel in de Sint-Annakerk in Brugge te voltooien. Hij bouwde ook de orgels voor de kerk van Sint-Kruis en voor de Bogardenkapel. Hij werd opgevolgd door de orgelbouwer Jacob II Berger die het orgel voor de Sint-Petrus-en-Pauluskerk in Oostende voltooide, onder het toezicht van de weduwe De Deyster.

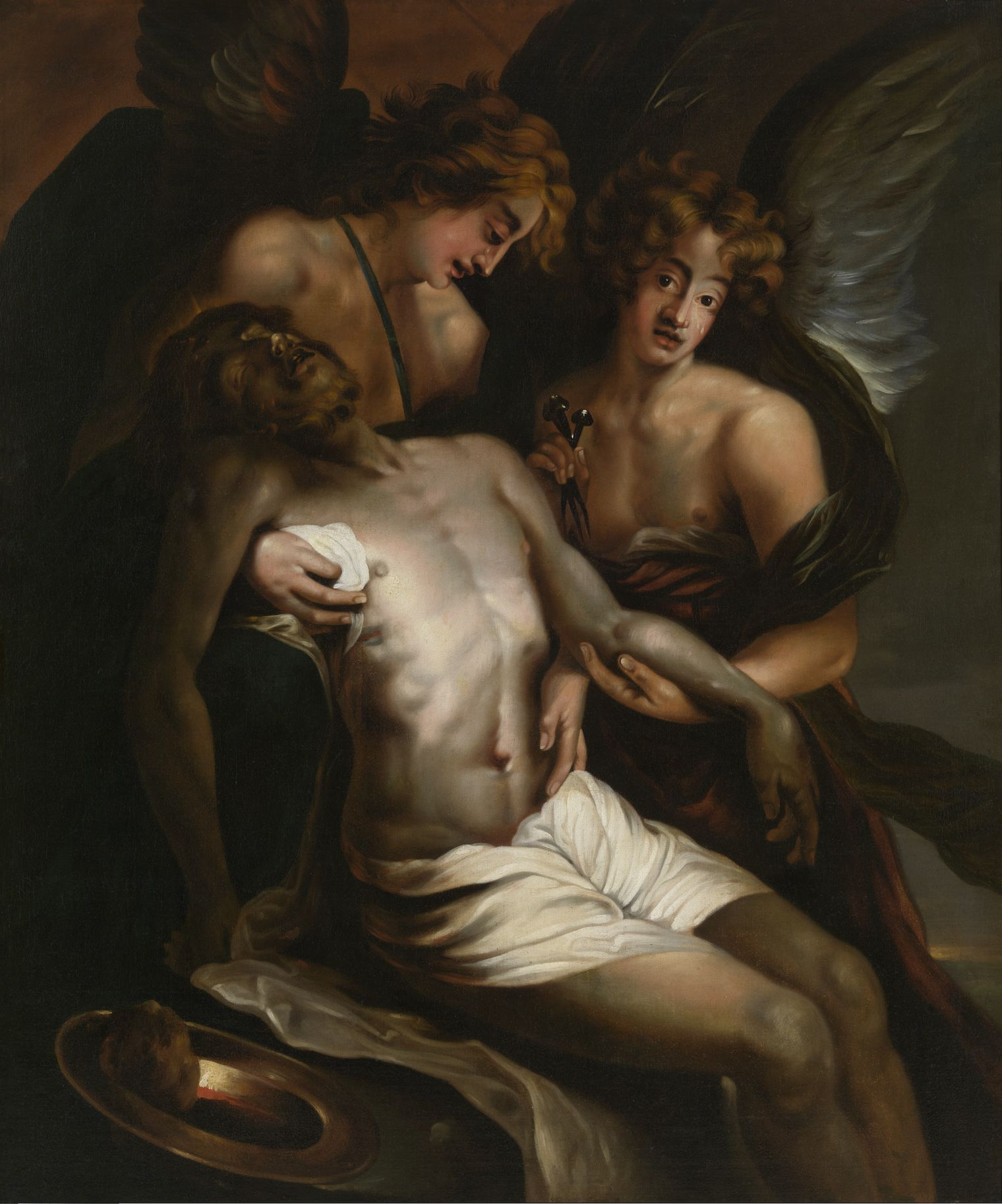
Engelpiëta, Groeningemuseum.
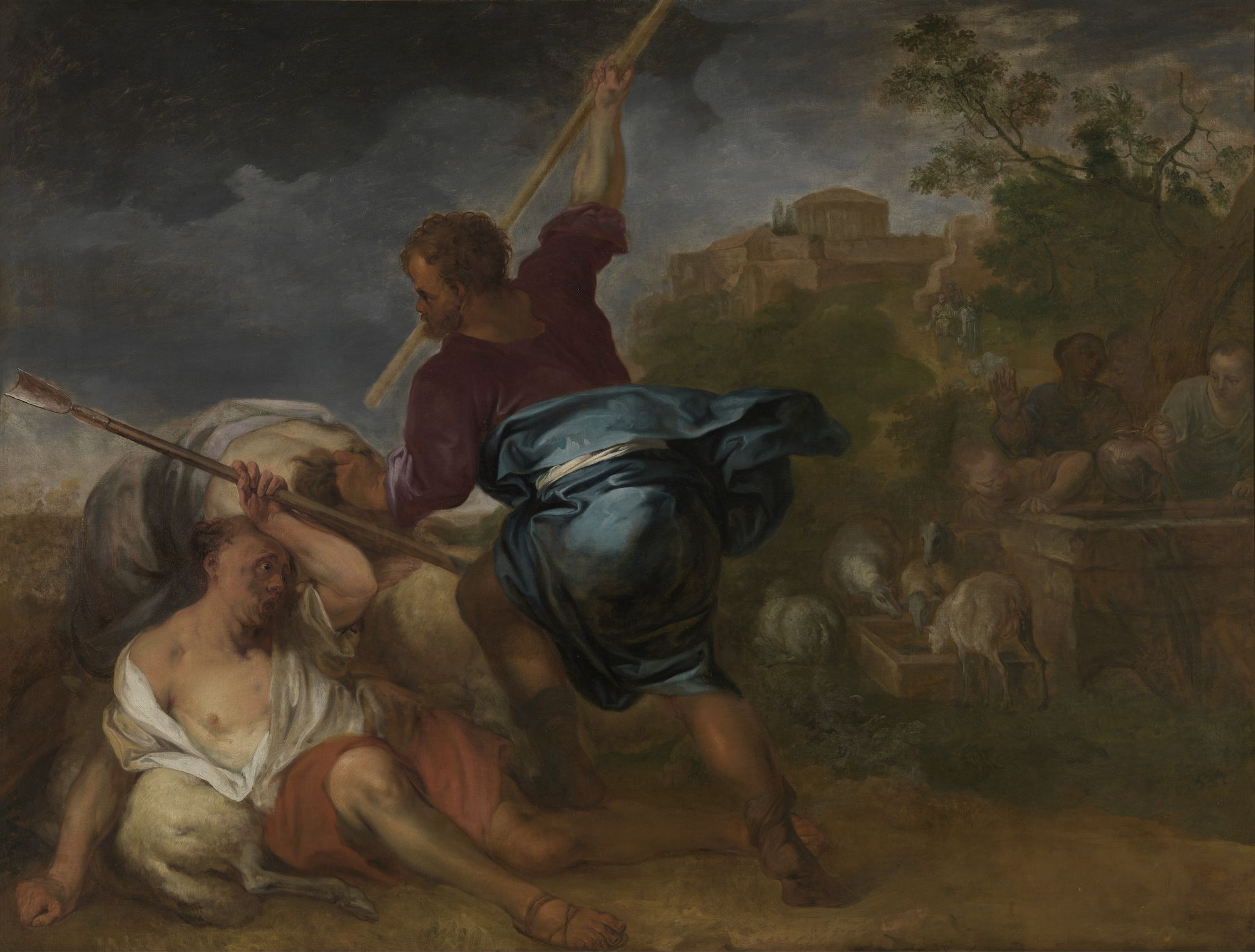
Mozes verdedigt de dochters van Jethro (ca. 1680-1690), Groeningemuseum.